# Mistrzostwa Oceanii w Zapasach 2011
Mistrzostwa Oceanii w zapasach w 2011, odbywały się w dniach 23–25 lutego w mieście Apia na Samoa. W tabeli medalowej tryumfowali zapaśnicy z Australii.

## Wyniki

### Styl klasyczny
| Konkurencja         | Złoto        | Srebro         | Brąz                       |
| Kategoria do 60 kg  | Shane Parker | Brooke White   | Moira Knorr                |
| Kategoria do 66 kg  | Joseph Lopez | Iki Ekeroma    | Viliamu Fualau Esau Moore  |
| Kategoria do 74 kg  | Blake Barden | Clinton Davies | Laupule Ekeroma Alex Rangi |
| Kategoria do 84 kg  | Faamau Afele | Faisal Attayee | ----                       |
| Kategoria do 96 kg  | Carl Floor   | Apelu Viki     | Lawrence Uwelur            |
| Kategoria do 120 kg | Iwan Popow   | Anthony Isaia  | Marshall Gibson            |

Kimbly Lujan (55 kg) z Guamu był jedynym zgłoszonym zawodnikiem w swojej kategorii i nie został uwzględniony w tabeli jako złoty medalista.

### Styl wolny
| Konkurencja         | Złoto            | Srebro             | Brąz                    |
| Kategoria do 55 kg  | Justin Holland   | Kimbley-John Lujan | ----                    |
| Kategoria do 60 kg  | Shane Parker     | Brooke White       | Harrison Foley          |
| Kategoria do 66 kg  | Stephan Jaeggi   | Iki Ekeroma        | Franson Gibbons         |
| Kategoria do 74 kg  | Keitani Graham   | Clinton Davies     | Alex Rangi Blake Barden |
| Kategoria do 84 kg  | Faisal Attayee   | Waylon Muller      | Raymond Mulitalo        |
| Kategoria do 96 kg  | Cart Floor       | Jas Nijjar         | Apetu Viki              |
| Kategoria do 120 kg | Florian Temengil | Anthony Isaia      | Manu Sualevai           |

### Styl wolny - kobiety
| Konkurencja        | Złoto             | Srebro         | Brąz             |
| Kategoria do 55 kg | Arianna Eustagnio | Iris Hirata    | ----             |
| Kategoria do 59 kg | Jessie Guzman     | Iki Ekeroma    | ----             |
| Kategoria do 67 kg | Tayla Ford        | Maria Dunn     | Jessica Pedemont |
| Kategoria do 72 kg | Emma Chalmers     | Marcel McMoore | ----             |

Patricia Tofilau (51 kg) z Samoa Amerykańskiego była jedyną zgłoszoną zawodniczką w swojej kategorii i nie została uwzględniona w tabeli jako złota medalistka.

## Tabela medalowa
Gospodarz mistrzostw został zaznaczony kolorem.
| Poz. | Państwo            |    |    |    | Łącznie |
| ---- | ------------------ | -- | -- | -- | ------- |
| 1    | Australia          | 7  | 1  | 3  | 11      |
| 2    | Guam               | 3  | 2  | 0  | 5       |
| 3    | Nowa Zelandia      | 2  | 5  | 3  | 10      |
| 4    | Samoa Amerykańskie | 2  | 2  | 2  | 6       |
| 5    | Samoa              | 1  | 6  | 7  | 12      |
| 6    | Palau              | 1  | 0  | 1  | 2       |
| .    | Mikronezja         | 1  | 0  | 1  | 2       |
| 8    | Wyspy Marshalla    | 0  | 1  | 0  | 1       |
|      | Łącznie            | 17 | 17 | 15 | 49      |